# مارشالتون (پنسیلوانیا)
مارشالتون (به انگلیسی: Marshallton) یک منطقهٔ مسکونی در ایالات متحده آمریکا است که در شهرستان نورث‌آمبرلند، پنسیلوانیا واقع شده‌است. مارشالتون ۲٫۳ کیلومتر مربع مساحت و ۱٬۴۴۱ نفر جمعیت دارد.